# Khói

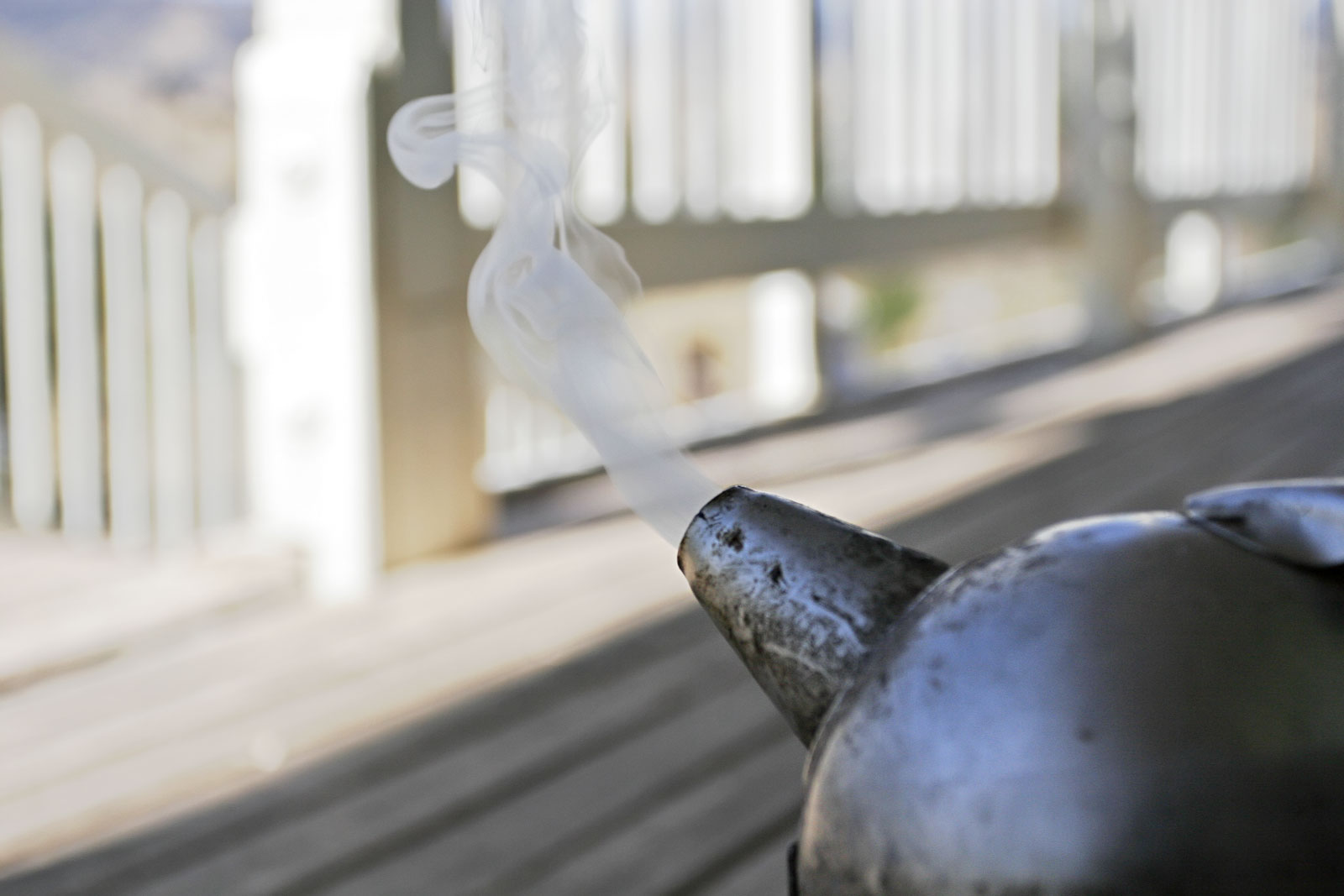
Khói nhả ra từ máy hung khói ong, dùng trong ngành nuôi ong

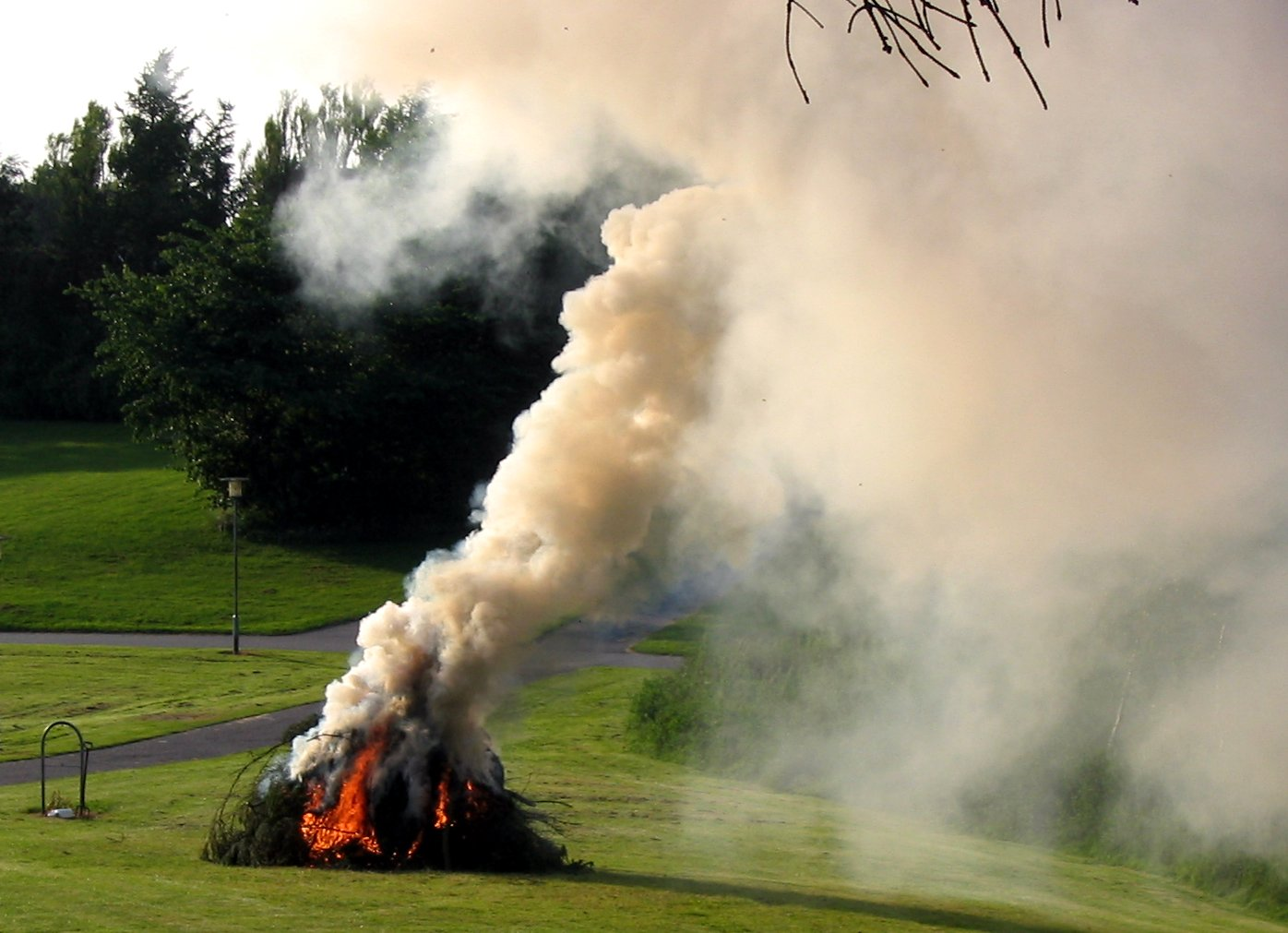
Khói từ một đám cháy

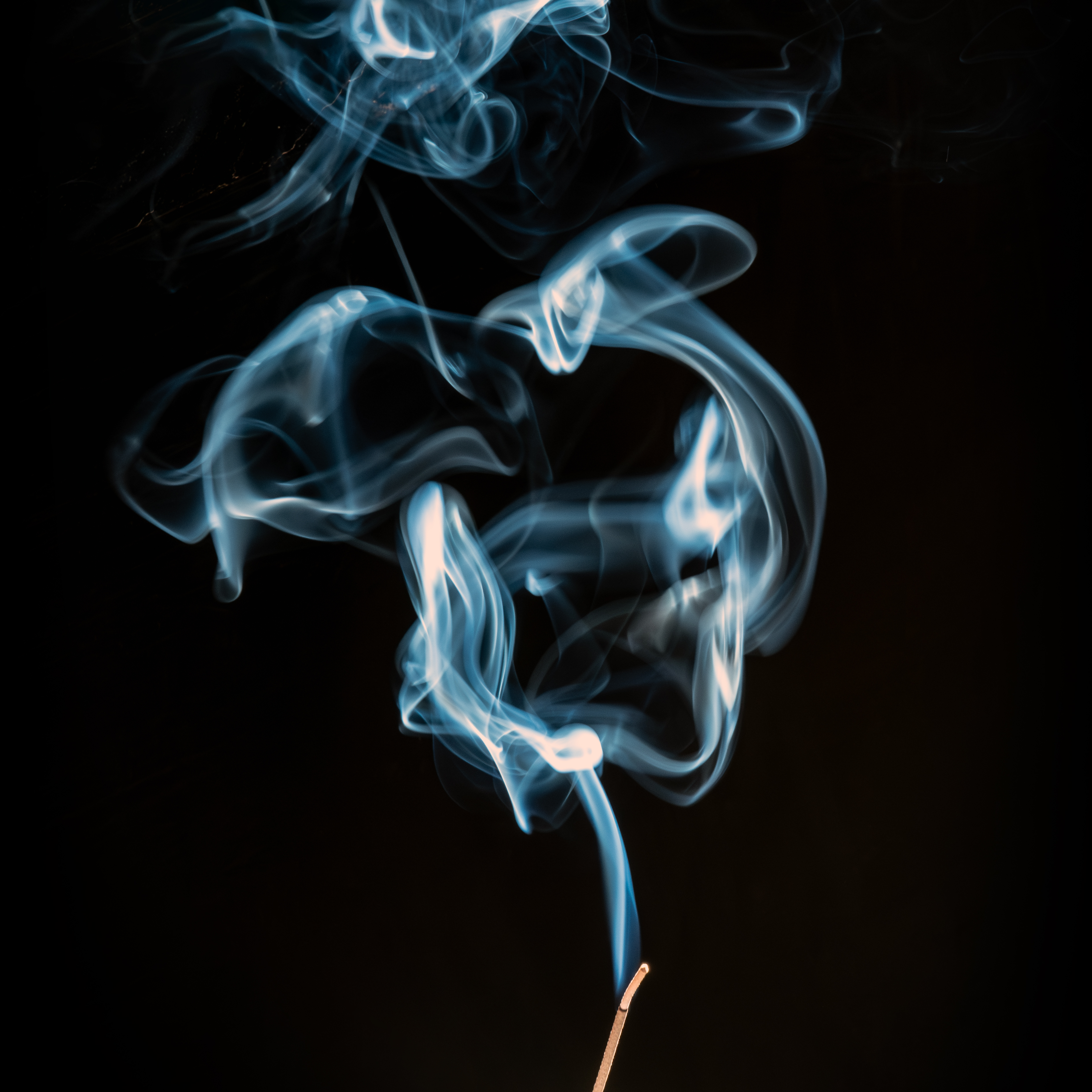
Khói hương

Khói là tập hợp các khí và các hạt chất lỏng hoặc chất rắn lơ lửng trong không khí sinh ra khi một nguyên liệu bị đốt cháy hoặc chưng khô, khô cạn, sau phản ứng có sinh ra chất khí có màu, kèm theo đó là một lượng không khí bị cuốn theo và trộn lẫn vào các phần tử đó.